# Krókos (Tínos)
Krókos, en grec moderne : Κρόκος, est un village de l'île de Tínos, en Égée-Méridionale, Grèce. 
Selon le recensement de 2011, la population du village s'élève à 25 habitants.